# Paris Open 1980
Il Paris Open 1980 è stato un torneo di tennis che si è giocato sul cemento indoor. È stata la 12ª edizione del Paris Open, che fa parte del Volvo Grand Prix 1980. Il torneo si è giocato nello Stade de Coubertin di Parigi, dal 27 ottobre al 2 novembre 1980.

## Campioni

### Singolare
Brian Gottfried ha battuto in finale  Adriano Panatta con il punteggio di 4–6, 6–3, 6–1, 7–6

### Doppio
Paolo Bertolucci /  Adriano Panatta hanno battuto in finale  Brian Gottfried /  Raymond Moore con il punteggio di 6–4, 6–4